# Eurydactylodes symmetricus
Eurydactylodes symmetricus (великолускатий гекон-хамелеон) — вид геконоподібних ящірок родини диплодактилідів (Diplodactylidae). Ендемік Нової Каледонії.

## Поширення і екологія
Великолускаті гекони-хамелеони мешкають на півдні Нової Каледонії. Вони живуть в чагарниках макі і густих тропічних лісах на висоті від 20 до 1050 м над рівнем моря. Ведуть деревний, переважно денний спосіб життя.

## Збереження
МСОП класифікує стан збереження цього виду як близький до загрозливого. Eurydactylodes symmetricus загрожує знищення природного середовища, а також хижацтво з боку інтродукованих мурах Wasmannia auropunctata. Відкладають яйця.